# Flavia Roberts
Pour les articles homonymes, voir Roberts.
Flavia Roberts, née le 29 juillet 1961 au Brésil, est une joueuse professionnelle de squash représentant l'Angleterre puis le Brésil.

## Biographie
Flavia Roberts naît au Brésil, mais déménage ensuite en Angleterre et réside à Southampton. Elle représente le Hampshire au niveau des comtés et se classe parmi les dix premières au classement national anglais et parmi les seize premières au classement mondial. Elle  participe au British Open à la fin des années 1980. Elle est mariée à un Anglais et elle représente ensuite le Brésil aux championnats du monde par équipes en 2000 à Sheffield et aux Jeux panaméricains de 2003.